# 莫申 (加利福尼亞州)
莫申（英語：Motion）是位於美國加利福尼亞州沙斯塔縣的一個非建制地區。該地的面積和人口皆未知。

## 地理
莫申的座標為40°40′28″N 122°27′38″W / 40.67444°N 122.46056°W，而該地的平均海拔高度為182米（即597英尺）。